# 윤영민 (배우)
윤영민(1980년 6월 18일 ~ )은 대한민국의 배우이다.

## 학력
- 대원여자고등학교 (졸업)
- 한국예술종합학교 연극원 연기과 학사 (졸업)
- 한국예술종합학교 대학원 연기과 석사 (수료)

## 출연작

### 영화
- 《국도극장: 감독판》 (2020년) - 형수 역
- 《국도극장》 (2020년) - 형수 역
- 《호랑이보다 무서운 겨울손님》 (2018년) - 취한손님 역
- 《혼자》 (2016년) - 어머니 역
- 《시선 사이》 (2016년) - 세아 언니 영민 역
- 《소주와 아이스크림》 (2015년) - 영민 역
- 《꿈보다 해몽》 (2015년) - 배우 1 역
- 《멜로》 (2014년) - 옆집여자 역
- 《키스》 (2013년) - 수연 역
- 《작은 연못》 (2010년) - 문씨 맏딸 영이 역
- 《심심한 여자》 (2009년) - 양숙 역
- 《황진이》 (2007년) - 청교방 기생 2 역

### 드라마
- 《그놈은 흑염룡》 (tvN, 2025년) - 혜주 역
- 《이상한 변호사 우영우》 (ENA, 2022년) - 검사 역
- 《별똥별》 (tvN, 2022년) - 사무장 역
- 《보쌈-운명을훔치다》 (MBN, 2021년) - 인목대비 역
- 《써치》 (OCN, 2020년) - 문실장 역
- 《바람이 분다》 (JTBC, 2019년) - 산부인과 의사 역
- 《배드파파》 (MBC, 2018년) - 심사위원 역
- 《아버지가 이상해》 (KBS2, 2017년) - 이세진 팀장 역

### 연극
- 《연극 비평가》 (장인엔터테인먼트, 2022년) - 스카르파 역
- 《연극 the가구》 (담씨어터, 2022년) - 현경 역